# Desa Perancak
Desa Perancak är ett distrikt i Indonesien.   Det ligger i provinsen Provinsi Bali, i den sydvästra delen av landet, 900 km öster om huvudstaden Jakarta. Desa Perancak ligger på ön Bali.